# Jorge Koechlin
Jorge Koechlin von Stein (ur. 12 lutego 1950 roku w Huacho) – peruwiański kierowca wyścigowy.

## Życiorys
Koechlin rozpoczął karierę w międzynarodowych wyścigach samochodowych w 1974 roku od startów w Brytyjskiej Formule 3 BARC Forward Trust oraz w Brytyjskiej Formule 3 Lombard North Central, jednak nie zdobywał punktów. W późniejszym okresie Peruwiańczyk pojawiał się także w stawce Europejskiej Formuły Renault, Włoskiej Formuły 3, Donington Trophy, Europejskiej Formuły 3, Brytyjskiej Formuły 3 BARC BP Super Visco, Brytyjskiej Formuły 3 BRDC Vandervall, World Challenge for Endurance Drivers, 6 Hours of Peru, Brytyjskiej Formuły 1, CART Indy Car World Series oraz Południowoafrykańskiej Formuły 2.